# 松平忠俔
松平 忠俔（まつだいら ただみ）は、江戸時代中期の大名。肥前国島原藩3代藩主。深溝松平家8代当主。官位は従五位下・主殿頭。

## 略歴
正徳元年（1711年）12月1日、代々島原藩深溝松平家の大老を務めた松平勘解由家の当主・松平次章の四男として誕生（宝永4年（1707年）生まれとの説もある）。はじめ奥平芳喬と名乗る。
本家の島原藩2代藩主・松平忠雄は、実子が早世したため、養子として芳喬の実兄である忠救（定方）を迎えた。このとき、松平勘解由家当主となった松平広教（忠救の子）が幼かったため、芳喬が広教の補佐を命じられる。また松平姓を許され、通称を図書と称した。
享保19年（1734年）10月15日、忠救が早世したため、芳喬が享保20年（1735年）5月16日に忠雄の養子となった。12月2日に忠雄が隠居したため家督を継いだ。このとき、従五位下主殿頭に叙任され、名を忠長と改める。その後、忠俔と改名。

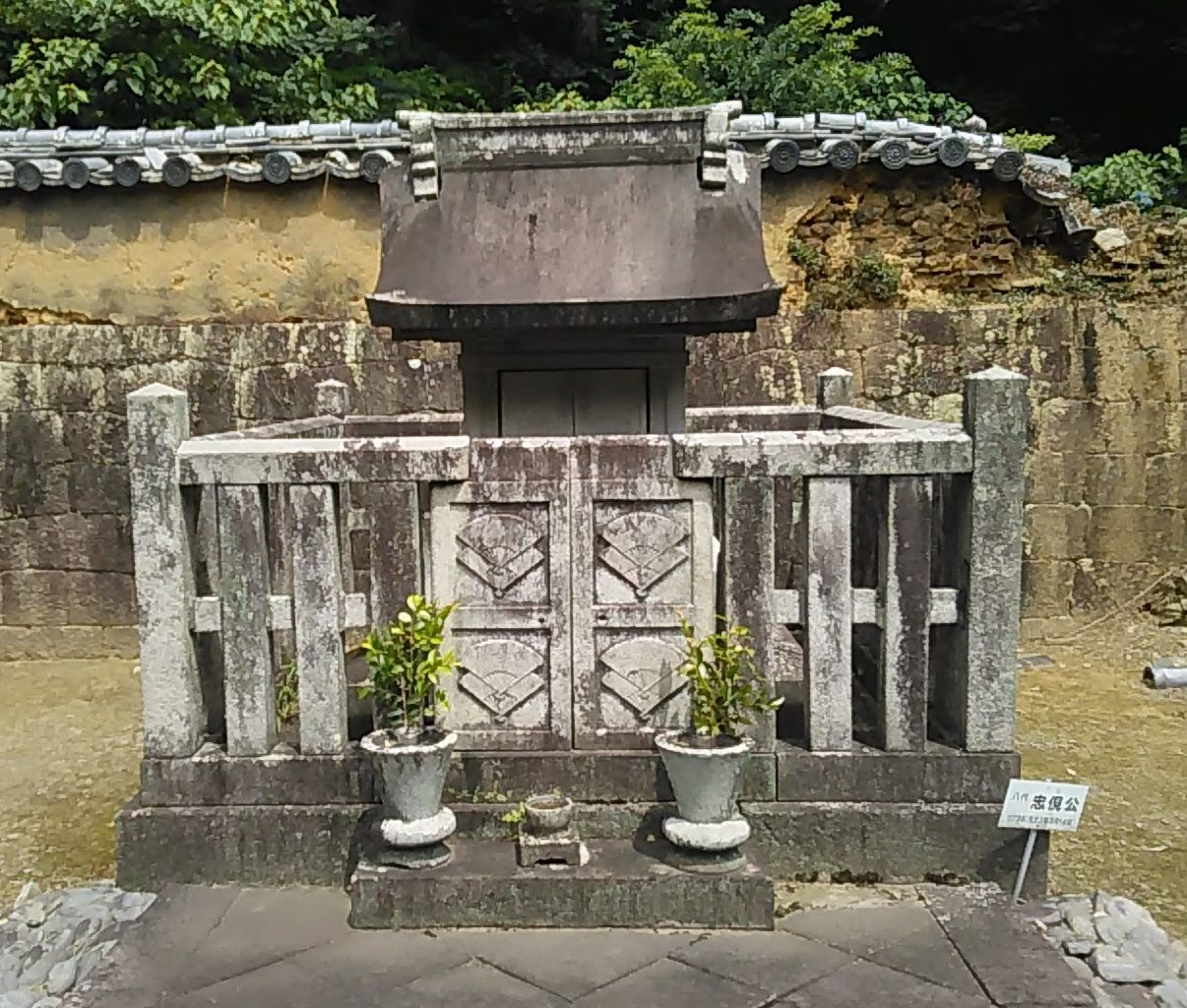
松平忠俔の墓(幸田町本光寺)

忠雄の治世で藩主の寵愛を良いことに専権を振るっていた黒川政勝を元文元年（1736年）12月に処刑するなどして綱紀粛正を図り、家臣への貸銀貸米を免除する救恤策も採ったが、もともと病弱だったことから元文3年（1738年）3月21日、吐血して間もなく死去した。享年28。跡を養子・忠刻が継いだ。

## 系譜
父母
- 松平次章（実父）
- 松平忠雄（養父）

婚約者
- 大久保忠方の娘

子女
- 松平勝全継室

養子
- 松平忠刻 ー 松平勘敬の次男